# Eleutheranthera
Eleutheranthera é um género botânico pertencente à família Asteraceae.